# René Aubry
Pour les articles homonymes, voir Aubry.
 (janvier 2025).
 (janvier 2025).
Si vous disposez d'ouvrages ou d'articles de référence ou si vous connaissez des sites web de qualité traitant du thème abordé ici, merci de compléter l'article en donnant les références utiles à sa vérifiabilité et en les liant à la section « Notes et références ».
René Aubry est un compositeur français né en 1956 à Remiremont. Il privilégie les cordes et les bois, plus secondairement le piano, les claviers divers (synthétiseurs, etc.) et les percussions. Ses compositions mélodiques, souvent entraînantes, ont une écriture reconnaissable. Une grande partie de ses musiques, dites alors fonctionnelles, ont été créées pour des spectacles, puis largement utilisées par certains médias audiovisuels pour des génériques ou des musiques d'accompagnement.

## Biographie
En 1978, il rencontre la chorégraphe américaine Carolyn Carlson, qui deviendra sa compagne et la mère de son fils Alexis. Il collabore encore régulièrement avec elle au cours des années. Il est le compositeur de nombreuses musiques de scène, dont certaines publiées dans :
- Blue Lady (1983)
- Steppe (1990)
- Après la pluie (1993)
- Signes (1997), décors et costumes d'Olivier Debré, lauréat aux Victoires de la musique classique et du jazz en 1998 dans la catégorie Production chorégraphique en France[3]

Un de ses titres les plus connus, Steppe, servait de générique à l'émission de télévision Bas les masques, animée et produite par Mireille Dumas au début des années 1990. Son titre Paso, extrait de Après la pluie, est le générique de la série Aimer vivre en France réalisée par TF1 (37 épisodes de 52 min).
Une de ses compositions, Avant la pluie, a été utilisée en 1995 pour l'indicatif de la campagne officielle télévisée de l'élection présidentielle. Le morceau Night Run de l'album Libre parcours de 1988 a été utilisé dans le générique d'introduction du débat télévisé du second tour de l'élection présidentielle française de 1995.
Il a collaboré régulièrement pour la musique des spectacles de la compagnie de Philippe Genty :
- Désirs parade (1986)
- Dérives (1989)
- Ne m'oublie pas (1995)
- Seul au monde (2003)
- Mémoires du futur (2006)

Il a réalisé la musique de plusieurs films :
- La Révolte des enfants (1989)
- Vdekja e Kalit (1992)
- Killer Kid (1994)
- Malabar Princess (2004)
- Par les épines (2011)
- Zogg (2018)

Depuis quelques années, il se produit régulièrement sur scène et poursuit ses créations non fonctionnelles.

## Discographie
- 1983 : René Aubry (33 tours)
- 1987 : Airs dans l'air (33 tours)
- 1988 : Libre parcours
- 1989 : Dérives (musique pour un spectacle de Philippe Genty)
- 1990 : Steppe  (ballet de Carolyn Carlson)
- 1991 : La Révolte des enfants (BOF)
- 1993 : Après la pluie
- 1994 : Killer Kid (BOF)
- 1995 : Ne m'oublie pas (musique pour un spectacle de Philippe Genty)
- 1997 : Signes (musique originale du ballet de Carolyn Carlson, création mondiale à l'Opéra Bastille)
- 1998 : Plaisirs d'amour (chansons sans parole)
- 2001 : Invités sur la terre
- 2003 : Seuls au monde
- 2004 : Projection privée (avec la musique du film Malabar Princess)
- 2006 : Mémoires du futur
- 2008 : Play Time
- 2011 : Refuges
- 2013 : Room on the Broom (musique du court métrage d'animation "La Sorcière dans les airs")
- 2013 : Forget Me Not
- 2014 : Days
- 2015 : Now
- 2016 : Stick Man
- 2017 : Chaos
- 2018 : Petits Sauts délicats avec grand écart
- 2019 : La Fameuse Invasion des ours en Sicile
- 2022 : I Sing My Song
- 2025 : Give Me a Chance for Another Dance

## Filmographie en tant que compositeur
- 1992 : La Révolte des enfants de Gérard Poitou-Weber
- 1993 : À la recherche du paradis perdu de Robert Salis
- 1994 : Killer Kid de Gilles de Maistre
- 2003 : Clandestino de Paule Muxel
- 2004 : Malabar Princess de Gilles Legrand
- 2007 : Sous les bombes de Philippe Aractingi
- 2011 : Le petit Gruffalo de Uwe Heidschötter et Johannes Weiland
- 2012 : Par les épines
- 2013 : Héritages (Mirath) de Philippe Aractingi
- 2015 : Chic ! de Jérôme Cornuau
- 2018 : Zogg
- 2019 : La Fameuse Invasion des ours en Sicile de Lorenzo Mattotti
- 2022 : Maria rêve de Lauriane Escaffre et Yvo Muller